# 1289 (szám)
Az 1289 (római számmal: MCCLXXXIX) az 1288 és 1290 között található természetes szám.

## A szám a matematikában
A tízes számrendszerbeli 1289-es a kettes számrendszerben 10100001001, a nyolcas számrendszerben 2411, a tizenhatos számrendszerben 509 alakban írható fel.
Az 1289 páratlan szám, prímszám. Kanonikus alakja 12891, normálalakban az 1,289 · 103 szorzattal írható fel. Két osztója van a természetes számok halmazán, ezek növekvő sorrendben: 1 és 1289.
Sophie Germain-prím (p prímszám, amelyre 2p + 1 szintén prímszám).
Az 1289 harmincegy szám valódiosztó-összegeként áll elő, ezek közül legkisebb a 6415.

## Csillagászat
- 1289 Kutaïssi kisbolygó